# Pfingsten

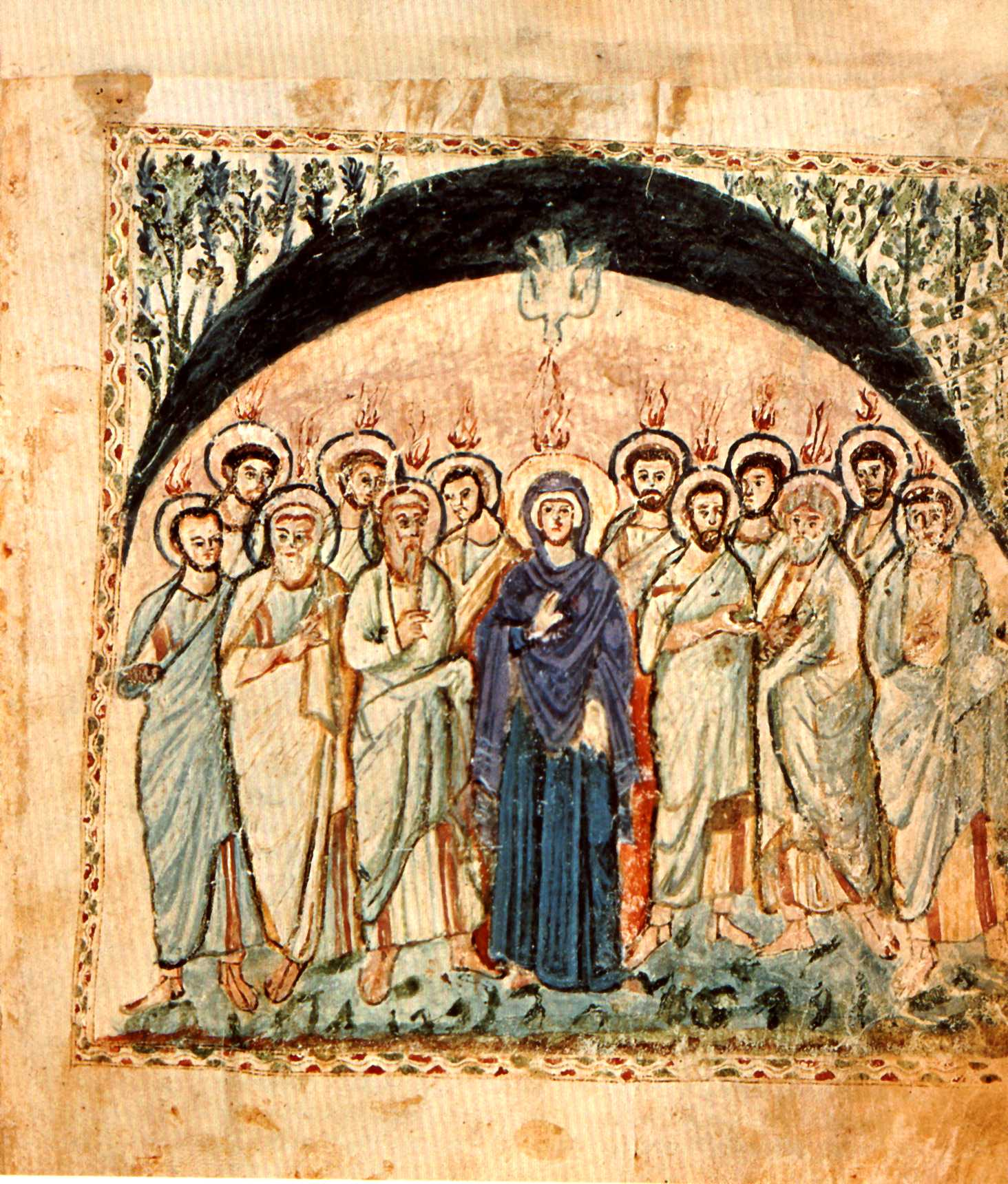
Ausgießung des Heiligen Geistes im Rabbula-Evangeliar (586)

Pfingsten (von griechisch πεντηκοστὴ ἡμέρα pentēkostē hēméra, deutsch ‚fünfzigster Tag‘; lat. Dominica Pentecostes) ist ein christliches Fest. Der Festinhalt ist die Sendung des Geistes Gottes zu den Jüngern Jesu und seine bleibende Gegenwart in der Kirche. Ikonografisch wird Pfingsten auch Aussendung des Heiligen Geistes oder auch Ausgießung des Heiligen Geistes genannt. Der Pfingstsonntag ist der 50. Tag der Osterzeit, also 49 Tage nach dem Ostersonntag, und kann zwischen dem 10. Mai (frühester Termin) und dem 13. Juni (spätester Termin) liegen.
Im Neuen Testament wird in der Apostelgeschichte erzählt, dass der Heilige Geist auf die Apostel und Jünger herabkam, als sie zum jüdischen Fest Schawuot (τὴν ἡμέραν τῆς πεντηκοστῆς ‚zum Tag des Fünfzigsten‘) in Jerusalem versammelt waren (Apg 2,1–41 ). Dieses Datum wird in der christlichen Tradition auch als Gründung der Kirche verstanden.

## Wortherkunft im Deutschen
Die deutsche Benennung „Pfingsten“ ist abgeleitet von griechisch πεντηκοστὴ ἡμέρα pentēkostē hēméra, deutsch ‚fünfzigster Tag‘. Die Bezeichnung war im Deutschen ursprünglich ein Dativ Plural „an den Pfingsten“, dann Nominativ Plural „die Pfingsten“, schließlich Nominativ Singular „das Pfingsten.“ In der Schweiz ist weiterhin „die Pfingsten“ als Plural üblich.

## Jüdischer Hintergrund
Das jüdische Schawuot („Wochenfest“) ist eines der drei Pilgerfeste. Das hellenistische Judentum war überwiegend griechischsprachig; hier hatte das Fest den Namen altgriechisch ἡ πεντηκοστή hē pentēkostḗ, deutsch ‚der fünfzigste‘. Gemeint ist der 50. Tag nach dem Fest der ungesäuerten Brote (Mazzotfest). Es ist ein Erntedankfest, da es den Abschluss der mit Pessach beginnenden Gersten- und Weizenernte markiert. Am Wochenfest wurde auch die Gabe der Tora an Mose auf dem Sinai erinnert. Das Pfingstereignis wird in der Apostelgeschichte so erzählt, dass sprachlich Bezüge zu dieser Gesetzgebung am Sinai entstehen.

## Pfingsten im Neuen Testament

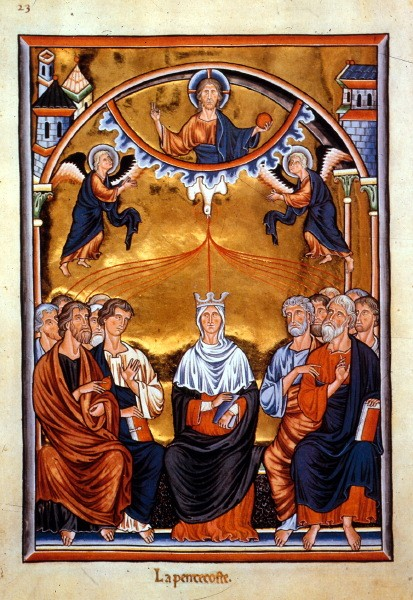
Darstellung von Pentecoste (altfranzösisch für Pfingsten) im Ingeborg-Psalter (um 1200)

Das Fest pentēkostḗ wird im Neuen Testament dreimal erwähnt. Abgesehen von Apostelgeschichte Kap. 2 ist das jüdische Wochenfest zweimal Termin in den Reiseplanungen des Paulus: In Ephesus will er bis pentēkostḗ bleiben (1 Kor 16,8 ), wenn möglich an pentēkostḗ in Jerusalem eintreffen (Apg 20,16 ).
Das 2. Kapitel der Apostelgeschichte hat in der Konzeption des lukanischen Geschichtswerks große Bedeutung: Im ersten Teil, dem Lukasevangelium, beginnt die öffentliche Wirksamkeit des Jesus von Nazareth damit, dass der Heilige Geist „sichtbar in Gestalt einer Taube“ auf ihn herabkommt (Lk 3,22 ). Der zweite Teil, die Apostelgeschichte, wird entsprechend damit eröffnet, dass der Heilige Geist ebenfalls sinnlich wahrnehmbar auf die Apostel herabkommt. Der Auferstandene hatte sie bereits darauf vorbereitet (Apg 1,4–5 , Apg 1,8 ).
Am Anfang stehen nach Alfons Weiser besondere Zungenrede-Erfahrungen in der urchristlichen Gemeinde in Jerusalem. Sie wurden so erzählt, dass die Theophanie-Motive der Sinaitradition anklangen. Die frühchristliche Interpretation von Ps 68,19  lässt sich an Eph 4,7–8  ablesen. Demnach ist es der erhöhte Christus, der den Jüngern die Gaben des Heiligen Geistes schenkt, darunter eben die Glossolalie (Zungenrede). Lukas nahm diese mündlich umlaufenden Erzählungen und stilisierte sie. Ein wesentlicher Eingriff war die Umgestaltung der Glossolalie-Tradition zu einem Fremdsprachenwunder, wobei er Kenntnis einer Völkerliste der antiken Geographie zeigt. So entsteht ein im ganzen Neuen Testament singulärer Bericht davon, dass der Heilige Geist an einem bestimmten Termin und Ort unter außerordentlichen Begleiterscheinungen auf die Apostel herabgekommen sei und die Wirkung, das Fremdsprachenwunder, von Menschen aus verschiedenen Ländern bezeugt worden sei:
- Die versammelten Jünger werden vom Heiligen Geist erfüllt:

„Als der Tag des Pfingstfestes gekommen war, waren alle zusammen am selben Ort. Da kam plötzlich vom Himmel her ein Brausen, wie wenn ein heftiger Sturm daherfährt, und erfüllte das ganze Haus, in dem sie saßen. Und es erschienen ihnen Zungen wie von Feuer, die sich verteilten; auf jeden von ihnen ließ sich eine nieder. Und alle wurden vom Heiligen Geist erfüllt und begannen, in anderen Sprachen zu reden, wie es der Geist ihnen eingab.“

- Angehörige zahlreicher nichtjüdischer Völker („Parther, Meder und Elamiter, Bewohner von Mesopotamien, Judäa und Kappadokien, von Pontus und der Provinz Asien, von Phrygien und Pamphylien, von Ägypten und dem Gebiet Libyens nach Kyrene hin, auch die Römer, […] Kreter und Araber“) wundern sich, dass jeder von ihnen die Jünger in seiner Muttersprache reden hören und verstehen kann, obwohl die Jünger doch Galiläer sind; Apg 2,7–11 EU. Diese scheinbar willkürlich zusammengestellte Völkerliste basiert auf ursprünglich babylonischer astrologischer Geographie, die traditionell jedem Land ein Tierkreiszeichen zuwies.[6]

- In einer Predigt des Apostels Petrus wird das Pfingstereignis gedeutet und in den Zusammenhang der Heilsgeschichte gestellt.

- Petrus beruft sich dabei auf eine Verheißung Gottes durch den Propheten Joel, dass Gott in den letzten Tagen seinen Geist über alles Fleisch ausgießen werde (vgl. Joel 3,1–5 ):

„Da trat Petrus auf, zusammen mit den Elf; er erhob seine Stimme und begann zu reden: Ihr Juden und alle Bewohner von Jerusalem! Dies sollt ihr wissen, achtet auf meine Worte! Diese Männer sind nicht betrunken, wie ihr meint; es ist ja erst die dritte Stunde am Tag; sondern jetzt geschieht, was durch den Propheten Joël gesagt worden ist: In den letzten Tagen wird es geschehen, so spricht Gott: Ich werde von meinem Geist ausgießen über alles Fleisch. Eure Söhne und eure Töchter werden prophetisch reden, eure jungen Männer werden Visionen haben, und eure Alten werden Träume haben. Auch über meine Knechte und Mägde werde ich von meinem Geist ausgießen in jenen Tagen und sie werden prophetisch reden.“

- Nach der Auferstehung Jesu Christi sei durch die Geistsendung erwiesen worden, dass Jesus durch Gottes Handeln zum Herrn und Christus erhöht wurde:

„Diesen Jesus hat Gott auferweckt, dafür sind wir alle Zeugen. Zur Rechten Gottes erhöht, hat er vom Vater den verheißenen Heiligen Geist empfangen und ihn ausgegossen, wie ihr seht und hört. […] Mit Gewissheit erkenne also das ganze Haus Israel: Gott hat ihn zum Herrn und Christus gemacht, diesen Jesus, den ihr gekreuzigt habt.“

- Auf Nachfrage der Zuhörer nennt Petrus Umkehr und Taufe als Weg, um den verheißenen Heiligen Geist zu empfangen. Am Pfingsttag befolgten dies dreitausend Menschen:

„Als sie das hörten, traf es sie mitten ins Herz, und sie sagten zu Petrus und den übrigen Aposteln: Was sollen wir tun, Brüder? Petrus antwortete ihnen: Kehrt um und jeder von euch lasse sich auf den Namen Jesu Christi taufen zur Vergebung eurer Sünden; dann werdet ihr die Gabe des Heiligen Geistes empfangen. Denn euch und euren Kindern gilt die Verheißung und all denen in der Ferne, die der Herr, unser Gott, herbeirufen wird. Mit noch vielen anderen Worten beschwor und ermahnte er sie: Lasst euch retten aus diesem verdorbenen Geschlecht! Die nun, die sein Wort annahmen, ließen sich taufen. An diesem Tag wurden ihrer Gemeinschaft etwa dreitausend Menschen hinzugefügt. Sie hielten an der Lehre der Apostel fest und an der Gemeinschaft, am Brechen des Brotes und an den Gebeten.“

Für die Herabkunft des Heiligen Geistes wählt die Apostelgeschichte die Metapher „Zungen wie von Feuer“, die auf die Anwesenden herabgekommen seien (Apg 2,3 ). Die Anwesenheit des Heiligen Geistes wird von den vier Evangelien hingegen bei der Taufe Jesu mit „in Gestalt einer Taube“ ausgedrückt, die auf Jesus herabkam (Mk 1,10 ).
Als „Pfingstwunder“ wird die in der Apostelgeschichte (Apg 2,4–13 ) beschriebene Xenoglossie bezeichnet, also die wundersame Begebenheit, dass die zum Fest versammelten Menschen die Apostel jeweils in ihrer eigenen Sprache reden hörten.
In der Darstellung des Johannesevangeliums (Joh 20,19–23 ) kam der Auferstandene am Abend des Ostertages in die Mitte seiner Jünger, hauchte sie an und übertrug ihnen mit den Worten „Empfanget den Heiligen Geist!“ den Geist Gottes.

## Geschichte des Pfingstfestes
Eine fünfzigtägige Festzeit nach Ostern ist bereits im frühen 2. Jahrhundert in der neutestamentlichen apokryphen Schrift, Epistula Apostolorum bezeugt. Tertullian erwähnte sie als Freudenzeit, in der bevorzugt Taufen stattfanden. Weitere Belege kommen im 3. Jahrhundert aus Rom und Ägypten hinzu. Nach Ambrosius von Mailand sind diese Tage „wie ein einziger Sonntag“. Der fünfzigste Tag war als Abschluss dieser Festzeit etwas Besonderes, hatte aber noch keinen eigenständigen Festcharakter.
Im späten 4. Jahrhundert kommt der Brauch auf, die einzelnen Stationen der Passions- und Ostergeschichte an besonderen Terminen gottesdienstlich zu feiern (Triduum Sacrum, Karwoche). In Jerusalem und Umgebung steht das mit dem kaiserlichen Kirchenbauprogramm und dem aufblühenden Pilgertourismus ins Heilige Land in Verbindung. In diesem Zusammenhang wurde auch die pentēkostḗ-Festzeit nach Ostern aufgegliedert und regional teils der 40. Tag, teils der 50. Tag als Fest begangen, das sowohl die Himmelfahrt Christi als auch der Aussendung des Heiligen Geistes auf die Apostel zum Inhalt hatte. Um 400 setzte sich dann allgemein durch, den 40. Tag als Himmelfahrtsfest und den 50. Tag als Fest der Geistausgießung zu begehen, anscheinend zuerst in Spanien. Festpredigten von Johannes Chrysostomos, Gregor von Nazianz, Augustinus von Hippo und Leo dem Großen zeigen, wie Pfingsten zunehmend zum Osterfest in Beziehung gesetzt und als dessen Erfüllung interpretiert wurde. Die Tage zwischen Himmelfahrt und Pfingsten wurden regional mit Fasten begangen, womit der Gedanke einer pentēkostḗ-Freudenzeit aufgegeben war.

## Liturgische Feier

### Byzantinischer Ritus

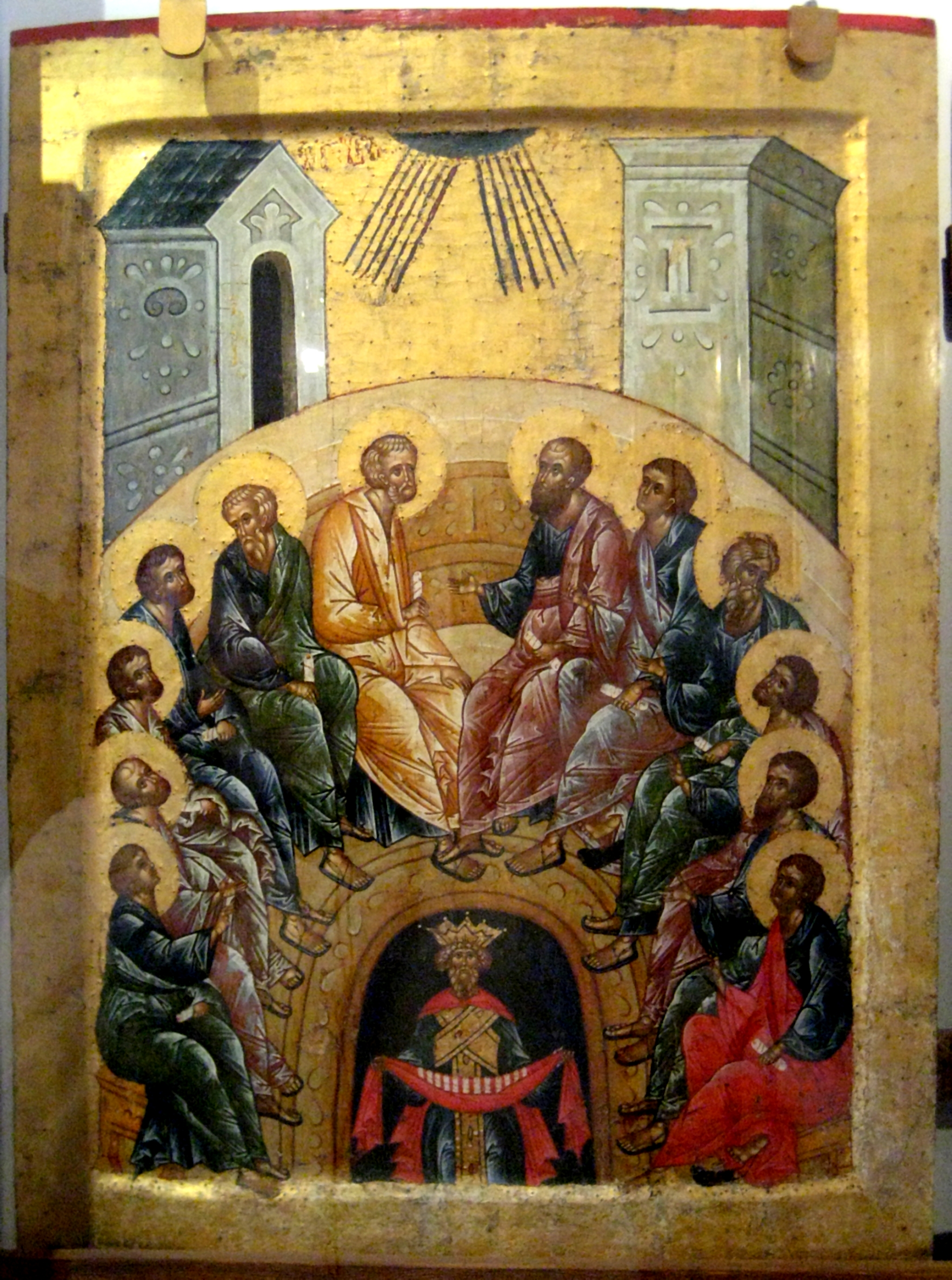
Pfingstikone, Kirillo-Beloserski-Kloster (um 1497)

In den orthodoxen Kirchen wurde der Charakter der pentēkostḗ als fünfzigtägiger Festzeit bewahrt, die mit dem Pfingstsonntag schließt. Das Buch mit den Hymnen und Lesungen für diesen Zeitraum heißt Pentekostarion oder Blumen-Triodion. Die Kirchen des byzantinischen Ritus verstehen die Osterzeit als geprägt von der Anwesenheit des Auferstandenen auf Erden. Sie endet also mit der Himmelfahrt, und mit dem Entschwinden des sichtbaren Christus beginnt die Erwartung der versprochenen Geistsendung. Die Herabkunft des Geistes an Pfingsten ist dann die Vollendung der Selbstoffenbarung des dreieinigen Gottes. Beim Pfingstfest beginnen die Apostel das Evangelium zu verkünden, von nun an wird das mystische Gedenken an den Herrn gefeiert. Damit ist Pfingsten das Geburtsfest der Kirche und der Beginn der Kirchengeschichte. Dies wird auch im Troparion des Fests besungen: „Gepriesen bist du, Christus unser Gott. Die Fischer hast du zu Allweisen gemacht durch die Herabsendung des heiligen Geists und hast durch sie die Welt eingefangen. Menschenfreundlicher, Ehre sei dir.“
Liturgisch von Bedeutung sind mehrere Themen. Am Vortag des Pfingstsonntags wird das Gedächtnis der Verstorbenen als „Seelensabbat“ begangen, auch die Toten sind in die Ausgießung des Geistes eingeschlossen. Die liturgischen Texte des Festes selbst betonen einerseits die Geistsendung, andererseits die Dreifaltigkeit Gottes. Nicht nur in der Göttlichen Liturgie wird die Ausgießung der Gabe des Geistes gefeiert, sondern um die Teilhabe an ihr wird auch im Abendgebet (Vesper) des Pfingstsonntags mit drei feierlichen Gebeten gebetet, den sog. Kniegebeten. Diese Feier der Kniebeugungsgebete ist eine alte Jerusalemer Tradition. Vielerorts ist es üblich, unterwegs zu dieser Vesper ein Blumensträußchen zu pflücken und in die mit Blumen geschmückte, gelegentlich sogar mit frisch gemähtem Gras ausgelegte Kirche – eine Erinnerung an das Laubhüttenfest – mitzubringen.

### Römisch-katholische Liturgie

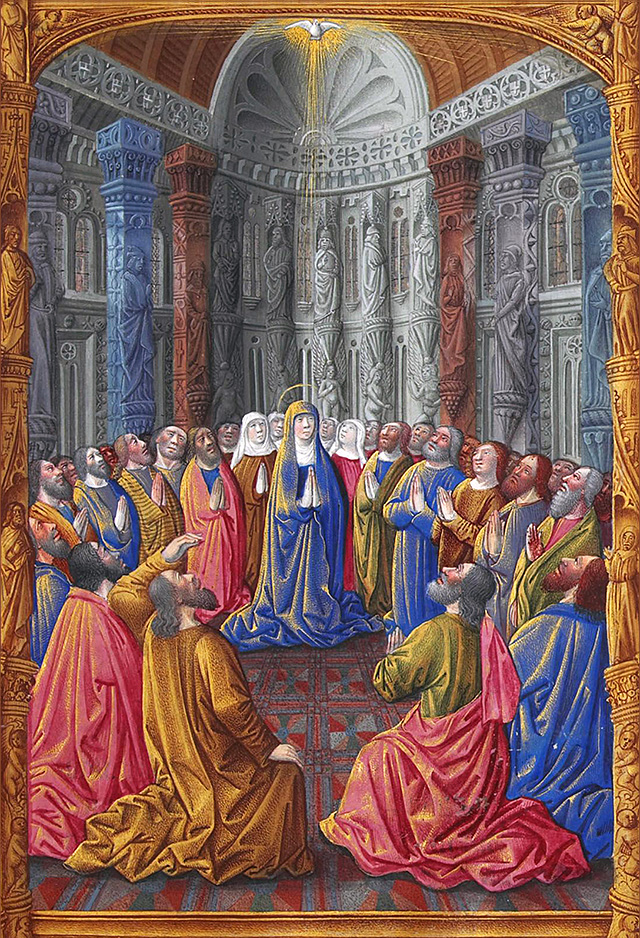
Stundenbuch des Herzogs von Berry Les Très Riches Heures (15. Jh.)

#### Ältere römische Praxis
Nach dem Missale Romanum von 1540 begann das Pfingstfest mit einer Pfingstvigil, die einen ähnlichen Ablauf wie die Ostervigil hatte und ebenfalls eine Taufwasserweihe enthielt. Pfingsten hatte, wie Ostern, eine eigene Festwoche (Oktav); der Oktavtag war das Trinitatisfest (allerdings endete diese Festwoche vorher, mit der Messe am Samstag). Alle Messen der Pfingstwoche hatten ein eigenes Proprium; Mittwoch, Freitag und Samstag waren Quatembertage. Bis zur Liturgiereform wurden die Sonntage danach als Sonntage nach Pfingsten gezählt (in der evangelischen Kirche Sonntage nach Trinitatis).

#### Römische Praxis seit dem Zweiten Vatikanischen Konzil
Das Pfingstfest ist ein Hochfest, an dem das – von Jesus Christus angekündigte – Kommen des Heiligen Geistes gefeiert wird. Das Fest ist zugleich der feierliche Abschluss der Osterzeit („8. Ostersonntag“). Ein Hauptanliegen der nachkonziliaren Liturgiereform war die Rückgewinnung der fünfzigtägigen Osterzeit. Die Festwoche nach Pfingsten entfällt; vielmehr wird am Pfingstmontag der Jahreskreis thematisch da wieder aufgenommen, wo er vor Aschermittwoch unterbrochen wurde.
Die vom Zweiten Vatikanischen Konzil neu bedachte Osterfeier als Pascha-Mysterium, als Feier der Oikonomia, des Heilsplanes Gottes mit den Menschen und der an Ostern grundgelegten Erlösung durch Tod und Erhöhung Jesu Christi, schließt das Pfingstereignis mit der Geistsendung ein. Am Pfingstfest wurde die Kirche in der Welt offenbar. Die Menschen werden durch die Taufe in die Kirche eingefügt, nachdem sie das „Wort des Petrus angenommen“ haben, und versammeln sich in der Kraft des Heiligen Geistes beständig zur Feier des Pascha-Mysteriums.
Zur Liturgie der römisch-katholischen Kirche gehört vorbereitend das Gebet um das Kommen des Heiligen Geistes in der Pfingstnovene, den neun Tagen zwischen Christi Himmelfahrt und Pfingsten; an diesen Tagen ist die Liturgie von heiliger Messe und Stundengebet bereits von der Erwartung der Geistsendung geprägt. Das Hochfest selbst beginnt mit der ersten Vesper am Vorabend und endet mit der zweiten Vesper des Pfingstsonntags. Bis 1955 war der gesamte Vortag des Pfingstfestes ein Vigiltag, heute kann der Vorabend als Vigilmesse mit eigenem liturgischen Proprium begangen werden. Zur Liturgie gehören die Oration Deus, qui sacramento festivitatis hodiernae und die Pfingstsequenz Veni Sancte Spiritus („Komm, Heiliger Geist“), eine von insgesamt fünf Sequenzen im Kirchenjahr.
Den österlichen Festcharakter bringt die nach dem Zweiten Vatikanischen Konzil neu formulierte Präfation der heiligen Messe am Pfingstsonntag zum Ausdruck:

„Denn heute hast du das österliche Heilswerk vollendet, heute hast du den Heiligen Geist gesandt über alle, die du mit Christus auferweckt und zu deinen Kindern berufen hast. Am Pfingsttag erfüllst du deine Kirche mit Leben: Dein Geist schenkt allen Völkern die Erkenntnis des lebendigen Gottes und vereint die vielen Sprachen im Bekenntnis des einen Glaubens. Darum preisen dich alle Völker auf dem Erdenrund in österlicher Freude.“

Der Pfingstmontag wurde in einigen Ländern als zweiter Feiertag und Tag der früheren Pfingstoktav beibehalten, zählt aber nach der Liturgiereform formal nicht mehr zur Osterzeit, sondern bereits zur Zeit im Jahreskreis. Nur in Gruppen, die Gottesdienst nach dem Missale Romanum von 1962 feiern, wird die ganze Pfingstoktav weiterhin begangen. Papst Franziskus bestimmte 2018 den Pfingstmontag für die ganze Kirche zum „Gedenktag der seligen Jungfrau Maria, Mutter der Kirche“ (Memoria Beatae Mariae Virginis, Ecclesiae Matris). Die Deutsche Bischofskonferenz erklärte 1995 den Pfingstmontag zu einem Gebotenen Feiertag, d. h. es gilt die Sonntagspflicht, die durch Teilnahme an einem ökumenischen Gottesdienst nicht erfüllt wird. Ökumenische Gottesdienste am Vormittag des Pfingstmontags wurden dadurch zu einer Ausnahme.

### Evangelische Kirche
Der Gedanke, dass das Pfingstfest die fünfzig Tage nach Ostern festlich abschließt, kommt im Präfationsgebet des Pfingstsonntags zum Ausdruck:

„Heilsam ist es und gut, dein Lob zu singen, du Gott des Lebens, zu allen Zeiten und an jedem Ort, vor allem aber an diesem Tag, an dem du das österliche Geheimnis vollendet hast. Du hast deinen Geist ausgegossen über deine Söhne und Töchter, über Junge und Alte, damit sie Menschen aus allen Völkern rufen zu deiner Gnade.“

Das Evangelische Gottesdienstbuch behält die traditionelle westkirchliche Pfingstoktav bei: Pfingstmontag und Pfingstwoche haben ein eigenes Proprium. Die Osterzeit endet dadurch erst am Samstag vor dem Trinitatisfest.

## Symbolik
In der Liturgie kommen drei biblische Symbole zum Einsatz: die Taube, die bei der Taufe Jesu erwähnt wird, das Wehen des Windes und die Feuerzungen, die beim Kommen des Geistes ausgestreut werden.

### Taube

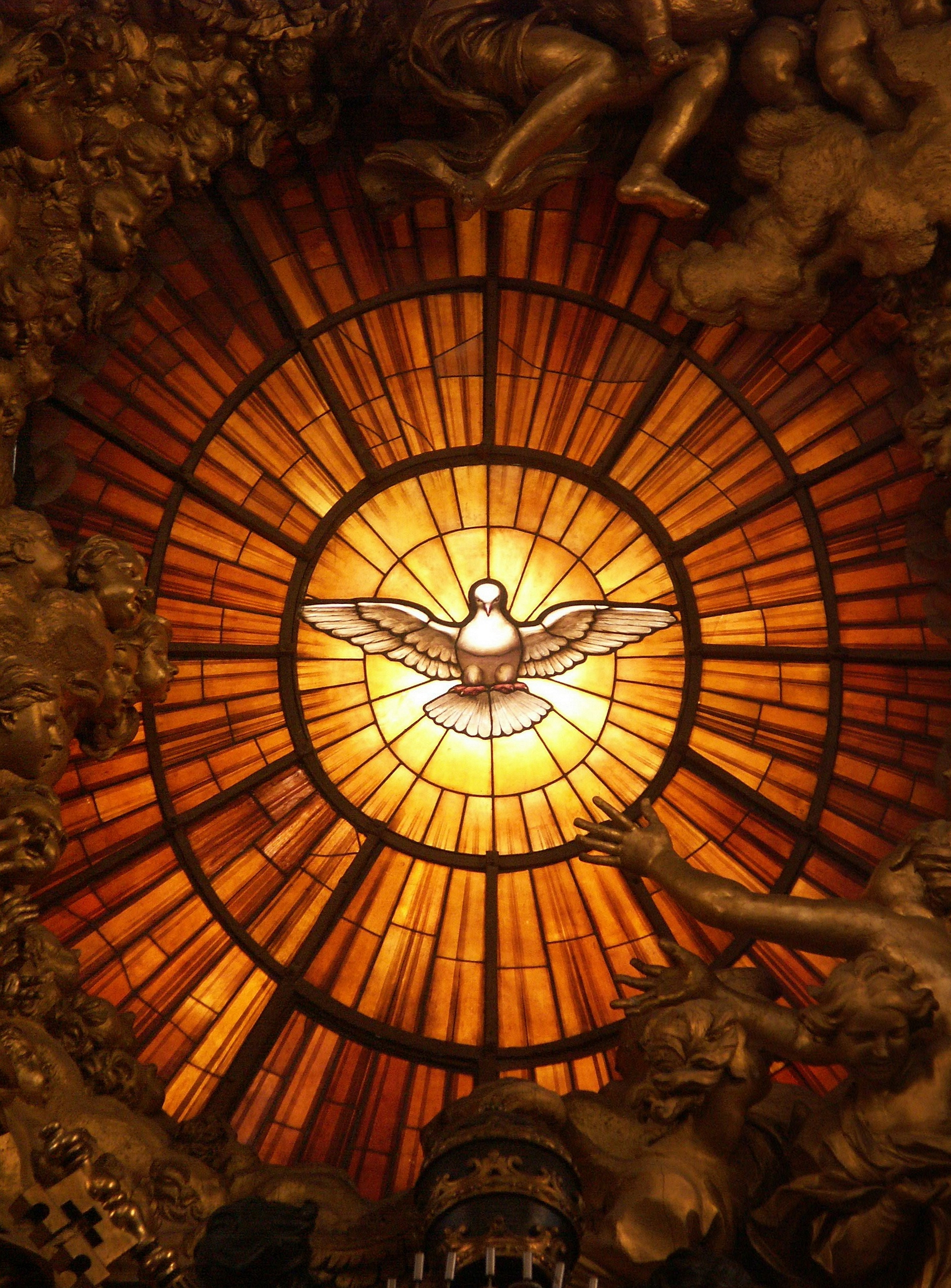
Die Taube als Symbol des Heiligen Geistes (Petersdom, Cathedra Petri, Gian Lorenzo Bernini)

Die weiße Taube ist das wohl bekannteste Symbol für Pfingsten. Sie steht für den Heiligen Geist, Frieden und Reinheit. In der Bibel wird die Erscheinung des Heiligen Geistes bei der Taufe Jesu in Gestalt einer Taube beschrieben. Die Taube ist ein Symbol für den Heiligen Geist, der zu Pfingsten auf die Menschen herabkommt und sie erfüllt. Er steht für die Verbindung zwischen den Menschen. In einer Vielzahl von Kirchen finden sich Darstellungen der Taube, häufig umgeben von Licht oder Flammen. Darüber hinaus steht sie für Frieden, Versöhnung und Neubeginn. Ein Beispiel hierfür ist die Geschichte von Noah, in der die Taube mit dem Ölzweig Hoffnung und die Aussicht auf eine neue Zukunft symbolisierte.
„Danach ließ er eine Taube ausfliegen, um zu erfahren, ob die Wasser sich verlaufen hätten auf Erden.“

### Feuer
Ein weiteres zentrales Symbol sind Feuer und Flammen. In der biblischen Pfingstgeschichte erscheinen den Jüngern „Zungen wie von Feuer“, die sich auf jeden von ihnen setzen. Feuer steht für Erleuchtung, Begeisterung und die Kraft des Geistes, die Menschen verwandelt und inspiriert. Kleine Flammenzungen, die oft in der Pfingstdekoration zu sehen sind, erinnern an diese Szene und daran, dass der Glaube Menschen „entflammen“.
Ein weiteres wichtiges Symbol des Pfingstfestes ist im Westen die Farbe Rot. Sie steht für die Freude und den Eifer des Heiligen Geistes.

### Rote Farbe

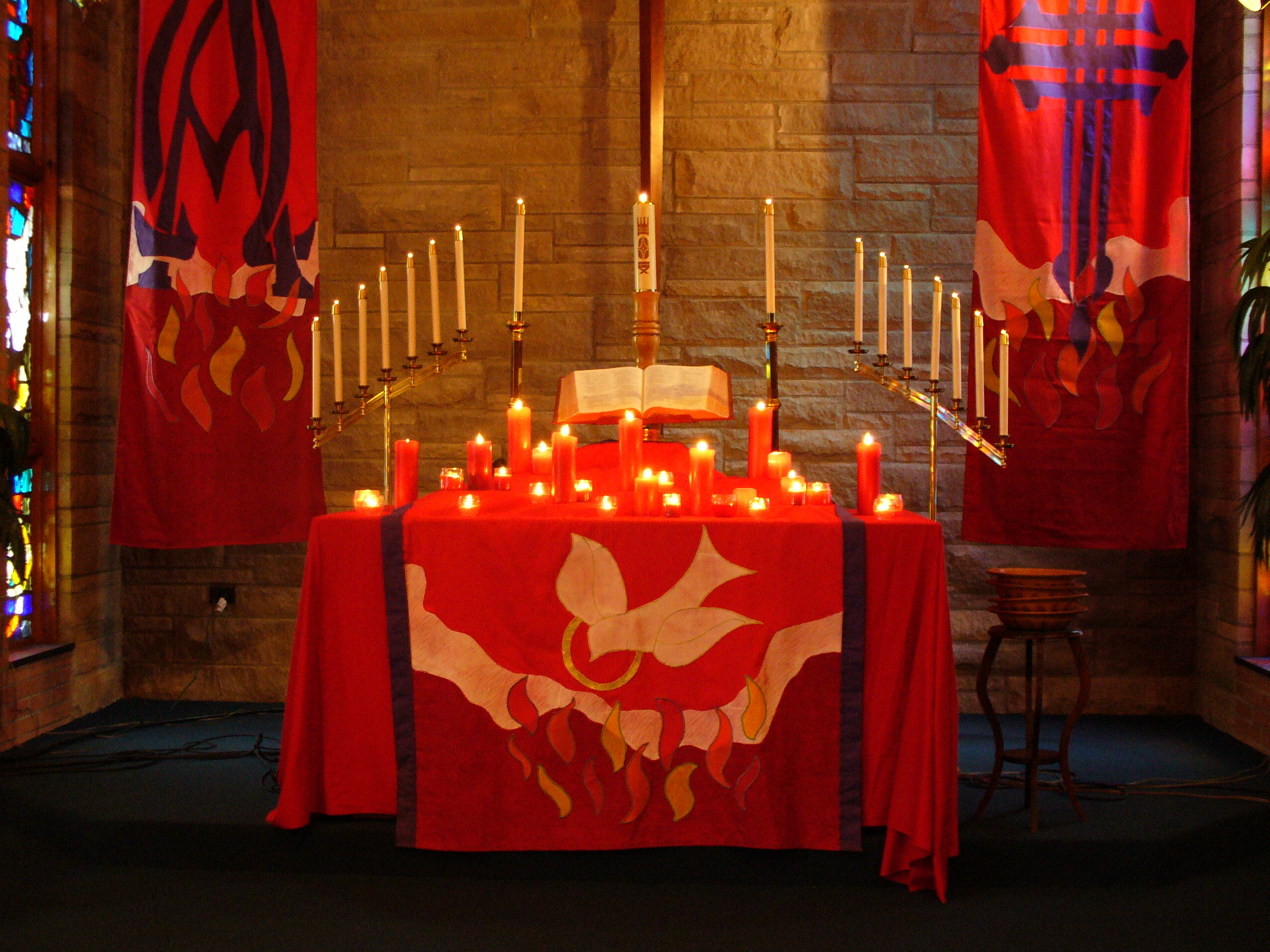
Ein protestantischer Kirchenaltar, geschmückt zu Pfingsten mit brennenden roten Kerzen, roten Bannern und einem Altartuch, das die Bewegung des Heiligen Geistes darstellt

Priester oder Geistliche sowie Chöre tragen traditionell rote Gewänder. In der Neuzeit hat sich dieser Brauch auch auf die Laien der Gemeinde ausgedehnt, die zur Feier des Tages ebenfalls rote Kleidung tragen. Rote Fahnen werden häufig an Wänden oder Decken befestigt, um das Wehen des „mächtigen Windes“ und die freie Bewegung des Geistes zu symbolisieren. In einigen Fällen werden rote Fächer oder rote Taschentücher an die Gemeinde verteilt, die während der Prozession geschwenkt werden sollen. In anderen Gemeinden werden zur symbolischen Darstellung des „Geburtstags der Kirche“ rote Luftballons verwendet. Diese können von den Gemeindemitgliedern getragen werden, den Altarraum schmücken oder als Einheit losgelassen werden.

### Wind
Im Christentum symbolisiert der Wind die Fähigkeit des Heiligen Geistes, Dinge in Bewegung zu setzen, neue Perspektiven zu inspirieren und Schwung in das Leben der Gläubigen zu bringen. Er steht für eine Kraft, die es ermöglicht, sich von Verzweiflung und Angst zu befreien. Dies ist eine Erfahrung, die die Apostel nach der Kreuzigung Jesu und vor Pfingsten gemacht haben. Jesus selbst verwendet die Analogie des Windes, um die geheimnisvolle und souveräne Natur göttlichen Handelns zu beschreiben: „Der Wind weht, wo er will, und du hörst sein Sausen wohl; aber du weißt nicht, woher er kommt und wohin er fährt. So ist es bei jedem, der aus dem Geist geboren ist“. Dies unterstreicht, dass die Herkunft und das Ziel des vom Geist Geborenen unbekannt sind, seine Wirkung jedoch spürbar und dauerhaft ist. Es wird darauf hingewiesen, dass der Heilige Geist sich nicht immer in stürmischem Brausen manifestiert, sondern auch als leises, sanftes Säuseln erscheinen kann, wie es der Prophet Elija erfuhr. Die Vielfalt der Erscheinungsformen steht symbolisch für die unbegrenzte Natur göttlicher Präsenz.

### Blumen, Früchte und Zweige

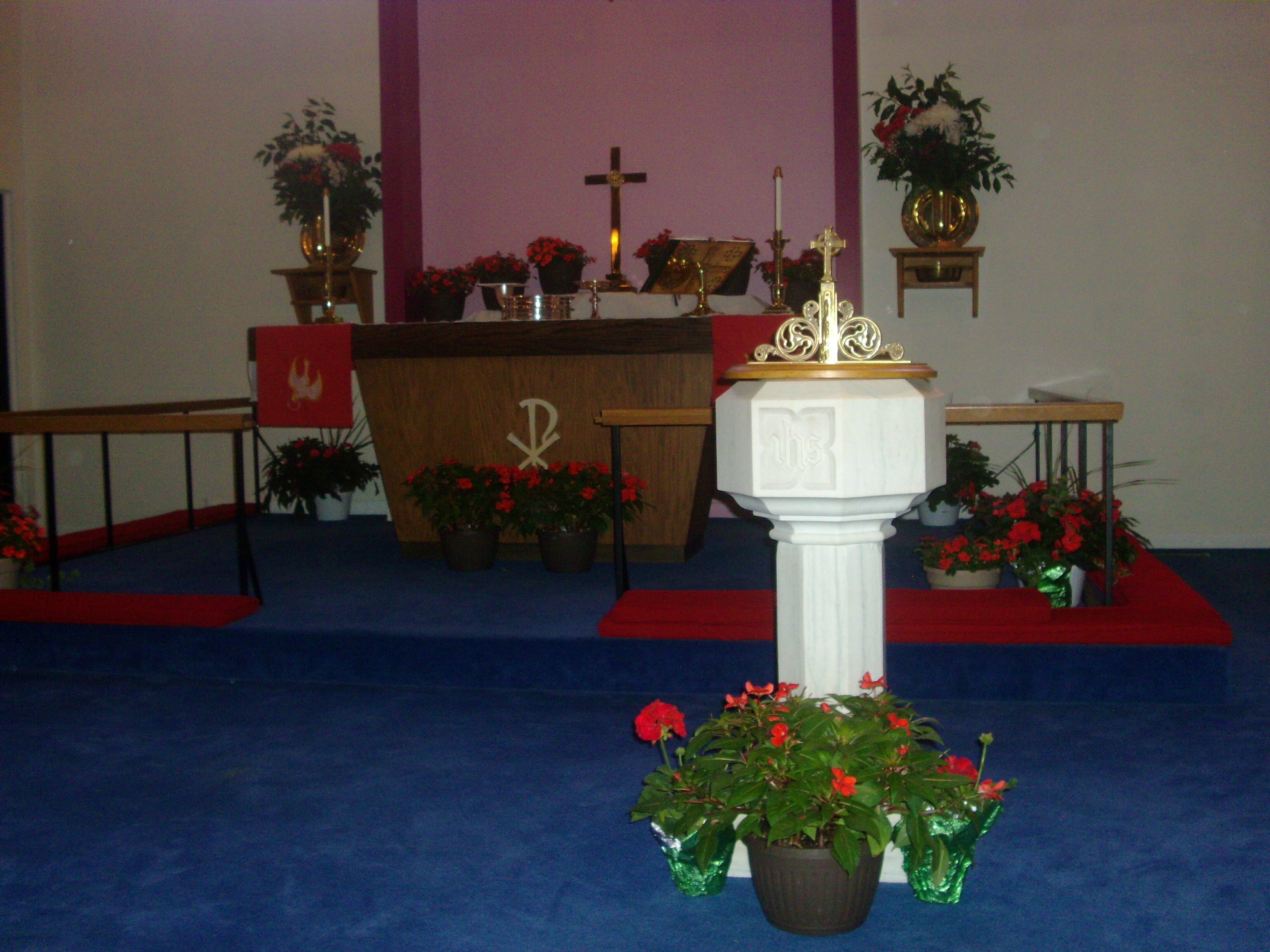
Ein protestantischer Kirchenaltar und ein Taufbecken, geschmückt zu Pfingsten mit rot blühenden Pflanzen und grünen Birkenzweigen

Bei der Gestaltung von Feierlichkeiten können Symbole des Heiligen Geistes wie die Taube oder die Flamme, Symbole der Kirche wie die Arche Noah und der Granatapfel oder, vor allem in den protestantischen Kirchen der reformierten und evangelikalen Traditionen, eher Worte als Bilder verwendet werden, die beispielsweise die Gaben und Früchte des Geistes benennen. Typische Dekorationen für Pfingstmessen/-gottesdienste sind unter anderem rote Blumen am Altar/Predigtbereich sowie rot blühende Pflanzen wie Geranien in der Kirche.
Sie symbolisieren die Erneuerung des Lebens, den Beginn des warmen Sommers und das Wachstum der Kirche am und nach dem ersten Pfingstfest. Auf der südlichen Halbkugel, beispielsweise in Südaustralien, fällt Pfingsten in die milde Herbstzeit, nach der oft großen Hitze des Sommers, und die roten Blätter des Weihnachtssterns werden dann oft zur Dekoration der Kirchen verwendet.

## Pfingstbewegung

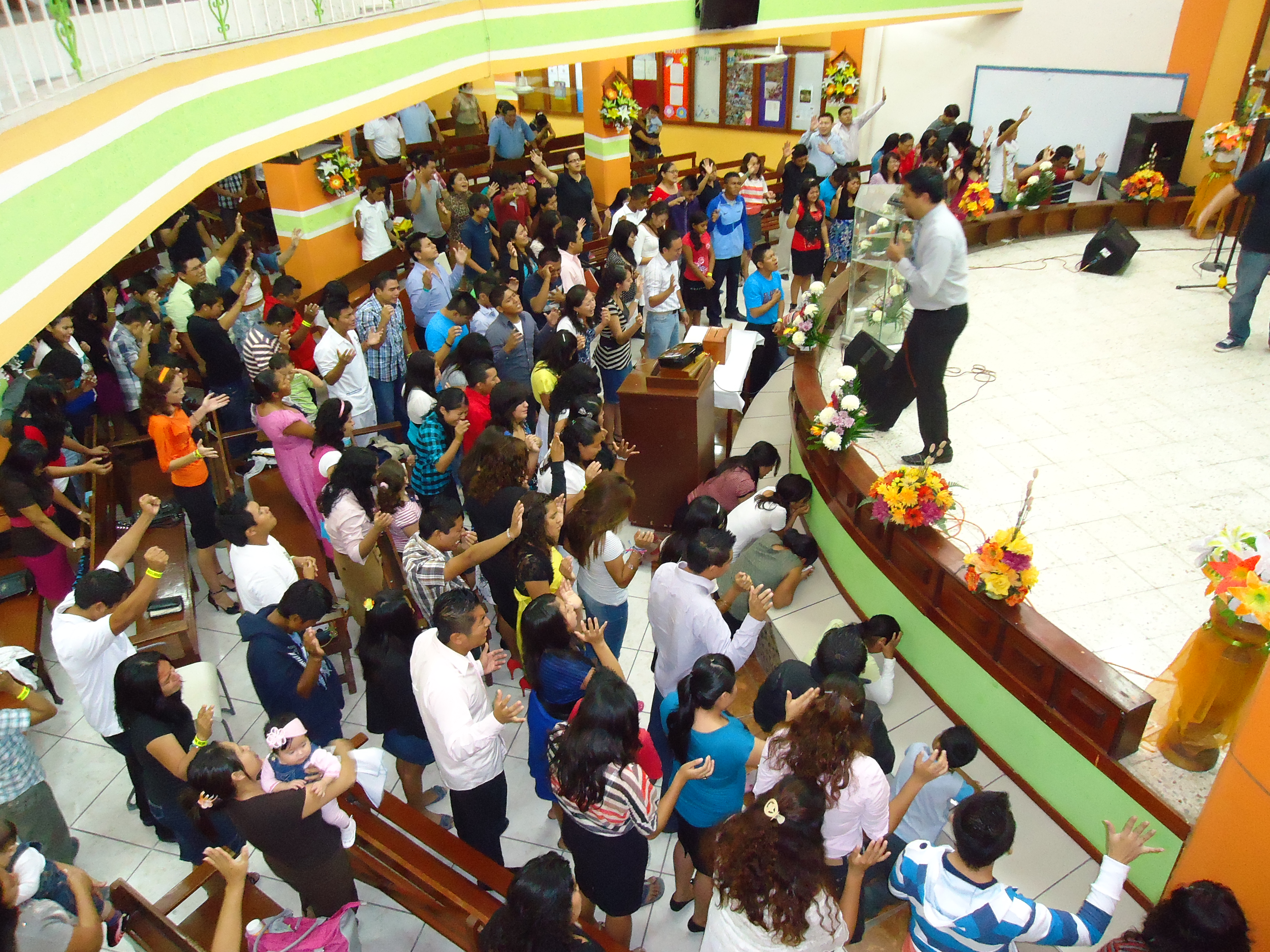
Gottesdienst im Centro de Fe Emanuel, Mitglied der Asambleas de Dios, in Cancún und Mexiko.

Die Pfingstbewegung  ist eine weltweite christliche Bewegung, die im Laufe ihres Bestehens zahlreiche Denominationen hervorbrachte und gleichzeitig innerhalb der traditionellen Kirchen und Freikirchen – etwa in Gestalt der sogenannten Charismatischen Bewegung – Wirksamkeit entfaltete. Für alle Richtungen der Pfingstbewegung hat das Werk des Heiligen Geistes eine zentrale Bedeutung bei Lehre und Glaubenspraxis. In den meisten theologischen Fragen steht die Pfingstbewegung in der Tradition des Evangelikalismus.

## Pfingstdatum
Wie das Judentum das Fest Schawuot sieben Wochen nach Pessach feiert, feiert das Christentum das Pfingstfest sieben Wochen nach Ostern. Das Datum des Pfingstfestes hängt damit vom beweglichen Osterdatum ab. Da das Christentum am Osterfest den Auferstehungstag Jesu, also einen Sonntag, feiert, wird auch das Pfingstfest sieben Wochen nach Ostern stets an einem Sonntag begangen.
Die folgende Tabelle zeigt das westkirchliche (katholische und protestantische) und orthodoxe Datum des Pfingstsonntags von 2020 bis 2030:
| Jahr | westkirchlich (gregorianischer Kalender) | orthodox (gregorianischer Kalender) | orthodox (julianischer Kalender) |
| ---- | ---------------------------------------- | ----------------------------------- | -------------------------------- |
| 2020 | 31. Mai                                  | 7. Juni                             | 25. Mai                          |
| 2021 | 23. Mai                                  | 20. Juni                            | 7. Juni                          |
| 2022 | 5. Juni                                  | 12. Juni                            | 30. Mai                          |
| 2023 | 28. Mai                                  | 4. Juni                             | 22. Mai                          |
| 2024 | 19. Mai                                  | 23. Juni                            | 10. Juni                         |
| 2025 | 8. Juni                                  | 8. Juni                             | 26. Mai                          |
| 2026 | 24. Mai                                  | 31. Mai                             | 18. Mai                          |
| 2027 | 16. Mai                                  | 20. Juni                            | 7. Juni                          |
| 2028 | 4. Juni                                  | 4. Juni                             | 22. Mai                          |
| 2029 | 20. Mai                                  | 27. Mai                             | 14. Mai                          |
| 2030 | 9. Juni                                  | 16. Juni                            | 3. Juni                          |

In Abhängigkeit von Ostern fällt der Pfingstsonntag in die Zeit zwischen dem 10. Mai (frühester Termin) und dem 13. Juni (spätester Termin). Seit der Einführung des Gregorianischen Kalenders fiel das Pfingstfest nur viermal auf einen 10. Mai (1598, 1693, 1761 und 1818; erst 2285 wieder) und ebenfalls nur viermal auf einen 13. Juni (1666, 1734, 1886 und 1943; erst 2038 wieder).

## Brauchtum zu Pfingsten

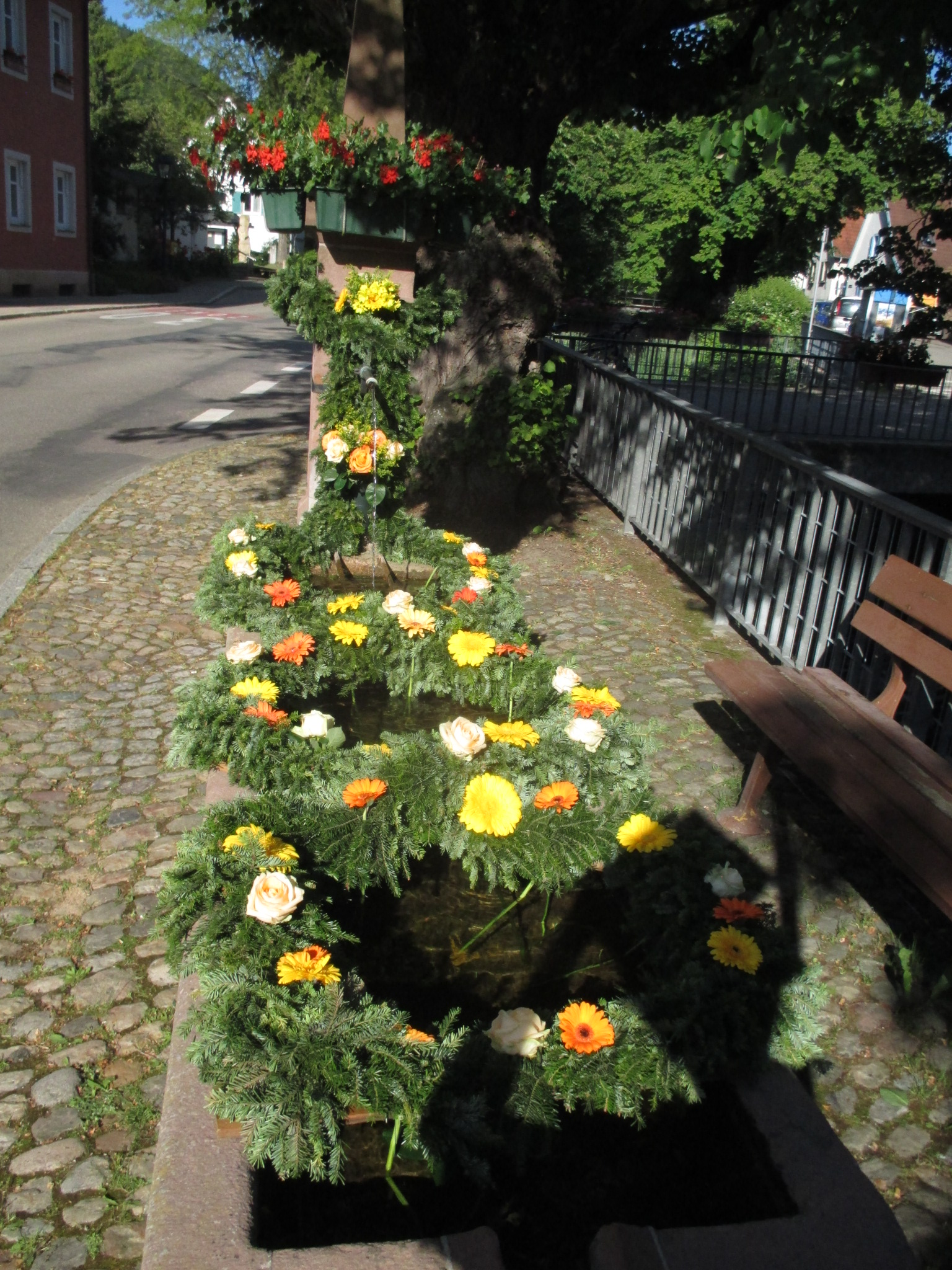
Altes Brauchtum: Quellen- bzw. Brunnenschmuck zu Pfingsten (2019), zum Beispiel „Unterer“ bzw. „Lindenbrunnen“, gegenüber Rathaus Niederweiler (Müllheim)

Umfassend ist das (weltliche) Pfingstbrauchtum als Frühlingsbrauchtum auf die Verehrung und Würdigung sowie das Erhoffen bzw. Beschwören der Fruchtbarkeit und des möglichst reichlichen und gesunden Gedeihens von Pflanzen, Nahrungsmitteln und Tieren zurückzuführen.
In vielen Regionen gibt es zu Pfingsten Bräuche, die dem Maibrauchtum im Rheinland ähneln oder Elemente eines Hirtenfests zum Weideauftrieb des Viehs umfassen. Dazu gehören zum Beispiel das Pfingstbaumpflanzen in der Lüneburger Heide, in Oelde der Pfingstenkranz, in Mecklenburg das Schmücken des Pfingstochsen, in Frankfurt am Main der Wäldchestag, in Halle (Saale) der Knoblauchsmittwoch, die Geißbockversteigerung in Deidesheim oder die Pfingstkirmes in Menden. Mancherorts wird das „Birkenstecken“ praktiziert, wo sich in der Pfingstnacht Junggesellen aufmachen, um ihrer Liebsten eine Birke an die Hauswand zu stellen.
Im Bergischen Land pflegt man das Pfingstsingen: Junge Männer oder Männergesangvereine ziehen von Haus zu Haus und entbieten den Pfingstgruß. Dafür sammeln sie Eier, Speck und sonstige Gaben, aber auch Geld. Ein ähnlicher Heischebrauch zu Pfingsten ist das Wasservogelsingen im unteren Bayerischen Wald. In der Pfalz ziehen in einigen Orten Kinder als Pfingstquack mit geschmückten Handwagen durchs Dorf und bekommen für ihr Ständchen ebenfalls Eier, Speck oder Geld.
In der Jugendarbeit sind traditionell Pfingstzeltlager sehr beliebt.
Als Kleinpfingsten wird in einigen Regionen Deutschlands der Sonntag nach Pfingsten bezeichnet. U. a. in Thüringen und Sachsen wird an diesem Sonntag das Brauchtum des Heischebrauchs, auch Eierbetteln, gepflegt.

### Kritik
Im Gegensatz zu Weihnachten und Ostern ist Pfingsten in den westlichen Staaten kaum Teil der Zivilreligion. Vertreter der Kirche kritisieren die Ignoranz in Teilen der Gesellschaft gegenüber ihren christlichen Wurzeln, wenn es nur noch darum gehe, ein Fest zu feiern, ohne dessen Bedeutung und Inhalt zu kennen. Für einen großen Teil der Bevölkerung sind die Pfingsttage durch Reise- und Urlaubsaktivitäten geprägt. Seitens der Kirchen gibt es deshalb Bestrebungen, Pfingsten als „Geburtstag der Kirche“ zu profilieren und die eigene Corporate Identity in den Mittelpunkt zu stellen. Kritiker befürchten, dass Pfingsten damit zu einem christlichen Ideenfest umgedeutet wird.

## Feiertag
Der Pfingstmontag ist ein gesetzlicher Feiertag in Deutschland, Österreich, den Niederlanden, Belgien, Frankreich, Liechtenstein, Luxemburg, Ungarn, Dänemark, Norwegen sowie in weiten Teilen der Schweiz.
Einzig das Land Brandenburg nennt den Pfingstsonntag (und den Pfingstmontag) explizit als Feiertag (§ 2 Abs. 1 des Feiertagsgesetzes für das Land Brandenburg).
In Frankfurt am Main war bis in die 1990er Jahre der Wäldchestag, ein Volksfest am Nachmittag des Pfingstdienstags, ein arbeitsfreier Tag. Auch andernorts erhielten bis in die 1960er Jahre die Beschäftigten am Dienstag nach Pfingsten einen arbeitsfreien Tag. In mehreren deutschen Bundesländern ist bis heute der Pfingstdienstag ein Ferientag in den Schulen bzw. Beginn oder Ende mehrtägiger Pfingstferien.
In Frankreich scheiterte 2005 der Versuch der Regierung Raffarin, den Pfingstmontag zum unbezahlten Feiertag zu machen, am Widerstand der Bevölkerung. Ein für die Regierung erstellter Bericht kam allerdings zu dem Schluss, dass trotz der Abschaffung des Pfingstmontags zuletzt rund 52 Prozent der Erwerbstätigen an diesem Tag nicht gearbeitet hätten. Schulen und öffentliche Dienststellen blieben meist geschlossen. Der Pfingstmontag ist seit 2008 wieder Feiertag.
In Schweden wurde der Pfingstmontag als Feiertag im Jahre 2005 abgeschafft. Stattdessen ist seit dem Jahr der schwedische Nationalfeiertag, der 6. Juni, nunmehr auch ein gesetzlicher und damit arbeitsfreier Feiertag.
In Italien (mit Ausnahme von Südtirol) wurde der Pfingstmontag zusammen mit dem Dreikönigstag, dem Josefstag, Christi Himmelfahrt, Fronleichnam und Peter und Paul sowie den zwei Nationalfeiertagen „Fest der Republik“ (2. Juni) und „Tag der Einheit“ (4. November), als gesetzlicher Feiertag unter dem Kabinett Andreotti III 1977 abgeschafft. Der Dreikönigstag wurde bereits 1985 nach der Revision der Lateranverträge unter dem Kabinett Craxi I wieder eingeführt, der „2. Juni“ 2001.

## Literarische Verarbeitungen
- Sibylle Lewitscharoff: Das Pfingstwunder. Roman. Suhrkamp, Berlin 2016, ISBN 978-3-518-42546-6.
- Alban Nikolai Herbst: Die Fenster von Sainte Chapelle, Eine Reiseerzählung im Internet.[52] Buchfassung: Berlin 2011 / Neufassung in: „Wölfinnen, Erzählungen II“, Wien 2019.